# アメリカン・アニマルズ
『アメリカン・アニマルズ』（American Animals）は、2018年のアメリカ合衆国・イギリスのクライム映画。
ドキュメンタリー出身のバート・レイトン監督の長編劇映画デビュー作で、出演はエヴァン・ピーターズとバリー・コーガンなど。
2004年にケンタッキー州の大学生4人が刺激がほしいというだけの理由で、トランスシルバニア大学の大学図書館から時価1200万ドルのヴィンテージ本を盗んだ実際の事件を、既に刑期を終えて出所した本人たちのインタビューを織り交ぜて描いている。
2018年1月に開催されたサンダンス映画祭で初公開された。

## ストーリー
退屈な大学生活を送っていたウォーレンとスペンサーはくだらない日常に風穴を開け、特別な人間になりたいと日頃から願っていた。
ある日、2人は大学の図書館に時価1200万ドルを超えるジョン・ジェームズ・オーデュボンの画集「アメリカの鳥類」が保管されていることを知り、それを盗み出すという計画を思いつく。2人はエリックとチャズを仲間に引き入れ、入念な計画を立てる。
そして4人は特殊メイクで老人の姿に変装し、ついに計画を実行に移すが、失敗を連発してしまう。

## キャスト
※括弧内は日本語吹替
- ウォーレン・リプカ : エヴァン・ピーターズ（水中雅章） - 破天荒なリーダー。
- スペンサー・ラインハード : バリー・コーガン（白石兼斗） - 臆病なアーティスト。
- チャールズ・T・アレン2世（チャズ）: ブレイク・ジェンナー（赤坂柾之） - 短気な筋肉オタク。
- エリック・ボーサク : ジャレッド・アブラハムソン（英語版）（左座翔丸） - 内気なインテリ。
- ヴァン・デア・ホーク氏 : ウド・キア - オランダの古物商。
- ベティ・ジーン・グーチ : アン・ダウド - 図書館司書。
- スペンサー・ラインハード : 本人役 - (若林佑)
- ウォーレン・リプカ : 本人役 - (川原元幸)
- エリック・ボーサク : 本人役 - (伊原正明)
- チャズ・アレン : 本人役 - (堀総士郎)
- チャールズ : 本人役 - (佐々木祐介)
- ウォーレンの父 : 本人役 - (鷲見昂大)
- BJ : 本人役 - (枝元萌)
- チャズの母 : 本人役 - (本間沙智子)
- その他の日本語吹き替え‐小夏ゆみこ、織江珠生、小若和郁那、喜多田悠

## 本人の出演
ウォーレン・リプカ、スペンサー・ラインハード、チャズ・アレン、エリック・ボーサク、ベティー・ジーン・グーチはすべて本人が本作に出演し、インタビューに答えて事件当時のことを語る。ラインハードの両親、アレンの母親、リプカの父親、犯人たちの教師の1人も、本人として出演する。

## 作品の評価
Rotten Tomatoesによれば、204件の評論のうち、89%にあたる181件が高く評価しており、平均して10点満点中7.68点を得ている。
Metacriticによれば、40件の評論のうち、高評価は27件、賛否混在は11件、低評価は2件で、平均して100点満点中68点を得ている。